# Александра Клімен
Алекса́ндра Клі́мен (англ. Alexandra Kleeman; нар. 26 лютого 1986, Берклі, Каліфорнія, США) — американська письменниця. Лавреатка Римського призу, Берлінського призу (2020) та гранту Ґуґґенгайма (2022). Рецензії її робіт публікувалися у «Нью-Йорк таймс», «Ґардіан», Vogue, а також у «Лос-анджелеському огляді книг» огляді книг.

## Життєпис

### Ранні роки й освіта
Клімен народилася 26 лютого 1986 року в Берклі, що в Каліфорнії, у родині американського професора релігієзнавства і тайванської вчительки японської літератури. У дитинстві жила в Японії і в американському Колорадо. Клімен вивчала творче письмо і когнітивістику у Браунському університеті, також 2012 року отримала освітній ступінь у Колумбійському університеті.

### Кар'єра
У 2010 році оповідання Клімен «Fairy Tale» (укр. Казка) було опубліковане у «Періс рев'ю», коли вона навчалася у Колумбійському університеті. 2015 року був опублікований її дебютний роман «Ви теж можете мати тіло, як у мене» (англ. You Too Can Have a Body Like Mine). «Ви теж можете мати тіло, як у мене» увійшов до довгого списку премії Джона Леонарда Кола і Премії за дебютний роман від Центру художньої літератури. Її збірка оповідань «Натяки» (англ. Intimations) була опублікована у 2016 році. Того ж року Клімен стала лавреаткою премії Bard Fiction Prize для перспективних молодих письменників.
Клімен викладає письмо у Новій школі в Нью-Йорку; також викладала у Школі мистецтв Колумбійського університету. Дописувала для «Нью-Йоркера», «Періс рев'ю», «Гарперс меґезін», Vogue, Zoetrope, «Нью-Йорк таймс меґезін», n+1 та інших часописів.

## Особисте життя
Клімен замужем за американським письменником Алексом Ґілверрі, подружжя проживає у Стейтен-Айленді.

## Публікації
- You Too Can Have a Body Like Mine, Harper, 2015, ISBN 9780062388674
- Intimations: Stories, Harper, 2016, ISBN 9780062388704
- Something New Under the Sun, 2021